# Alois Petr

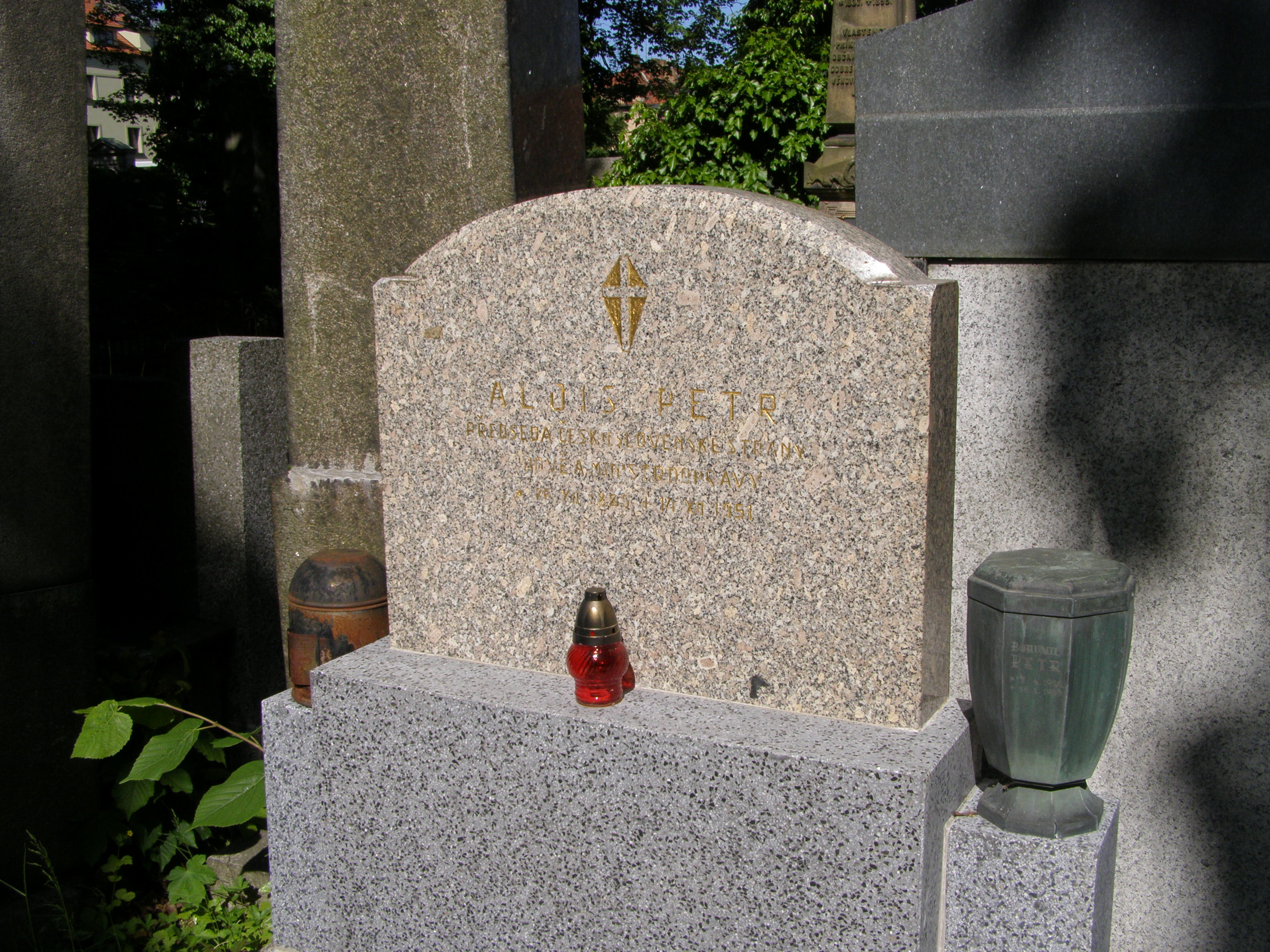
Hrob Aloise Petra na hřbitově Malvazinky v Praze

Alois Petr (26. prosince 1889 Tužín – 14. prosince 1951 Praha) byl český a československý politik, meziválečný i poválečný poslanec za Československou stranu lidovou, v níž představoval levicové křídlo, které stranu po únorovém převratu v roce 1948 ovládlo. Byl pak prvním předsedou „obrozené“ Československé strany lidové v letech 1948–1951 a ministrem.

## Biografie
V letech 1907–1911 pracoval jako textilní dělník. Od ledna 1911 působil jako tajemník Všeodborového sdružení křesťanského dělnictva v Hradci Králové. Narukoval do první světové války, v letech 1915 až 1917 byl v ruském zajetí. Do vlasti s vrátil roku 1920.
V meziválečném období působil jako předák křesťanských odborů. V parlamentních volbách v roce 1925 získal poslanecké křeslo v Národním shromáždění ČSR za lidovce. Mandát obhájil v parlamentních volbách v roce 1929 a parlamentních volbách v roce 1935. V poslanecké sněmovně zasedal až do zrušení parlamentu v roce 1939. Ještě předtím, v prosinci 1938, přestoupil do poslaneckého klubu nově zřízené Strany národní jednoty.
Za nacistické okupace byl funkcionářem Národní odborové ústředny zaměstnanecké, do níž se sloučily všechny odborové organizace, včetně předválečných křesťansko sociálních odborů. Podílel se na protinacistickém odboji. V letech 1944–1945 byl vězněn nacisty, v odboji a vězení získal silné vazby ke komunistické straně.
Byl vůdčí osobností levicové frakce, která však nikdy neměla velkou podporu a Petr sám byl u většiny kolegů a církevních představitelů dost neoblíben.[zdroj?] Kardinál Kašpar jej za první republiky charakterizoval takto: „člověk nerovný, neinteligentní, pachtící se jen po kariéře, na ženy perverzní, poslanec katolické strany, který se nestará o rodinu, opíjí se a je typicky indiskrétní…“[zdroj?] Zajímavé je, že velice podobně jej zhodnotil i komunistický agent D-50 ve svém hlášení krátce před únorem.
Po osvobození se začal znovu politicky angažovat. Souhlasil se sloučením odborových organizací do Ústřední rady odborů, později Revoluční odborové hnutí. Byl opět poslancem nejvyššího zákonodárného sboru. V letech 1945–1946 byl poslancem Prozatímního Národního shromáždění za ČSL. Po parlamentních volbách v roce 1946 se stal poslancem Ústavodárného Národního shromáždění, opět za lidovce. Ve volbách roku 1948 se stal za lidovce poslancem Národního shromáždění zvoleným ve volebním kraji Praha. Zde setrval do své smrti roku 1951. Pak ho jako náhradník vystřídal František Urban.
Jako kompromisní kandidát byl v letech 1946–1948 zvolen místopředsedou Národního shromáždění. Během únorového převratu v roce 1948 se otevřeně spojil s komunisty. Vyjednával s Antonínem Zápotockým a účastnil se sjezdu závodních rad ovládaných KSČ. Na sjezdu byl zvolen do Ústředního akčního výboru Národní fronty. Za to byl ještě 24. února 1948 Alois Petr a další prokomunistický aktivista Josef Plojhar vyloučen z lidové strany. Oba ale své vyloučení ignorovali a za pomoci komunistických bojůvek a bezpečnostních složek ovládaných již komunisty přebrali 25. února vedení tiskových závodů lidové strany i stranický sekretariát.
Ve straně byla okamžitě provedena čistka protikomunistických funkcionářů. Alois Petr se stal předsedou Akčního výboru ČSL a zbylými funkcionáři byl zvolen předsedou strany, což jeho odpůrci považovali za nedemokratické a Petra tak za nelegitimního předsedu ČSL. Je zřejmé, že se Petr během svého předsednictví pokoušel udržet určitou nezávislost a ideovou identitu strany, nicméně měl v tomto ohledu jen málo úspěchů a navíc zápasil s těžkou chorobou. V letech 1948–1951 byl též ministrem dopravy v druhé vládě Klementa Gottwalda a ve vládě Antonína Zápotockého. Ke konci byl už komunisty hodnocen jako nespolehlivý (jeho syn odešel do emigrace a Alois Petr sice měl blízko ke KSČ, ale představoval samostatný, nikoliv otevřeně kolaborantský proud v ČSL) a byla plánována jeho likvidace – nejprve měl být izolován a posléze obviněn z protistátního spiknutí. Zemřel však dříve, než k tomu mohlo dojít. Byl pohřben na hřbitově Malvazinky.
Lidovci a katolíci jej obecně vnímají jako zrádce, nicméně jeho obraz přece jen není hodnocen tak negativně, jako v případě Josefa Plojhara.[zdroj?]